# コート (衣服)

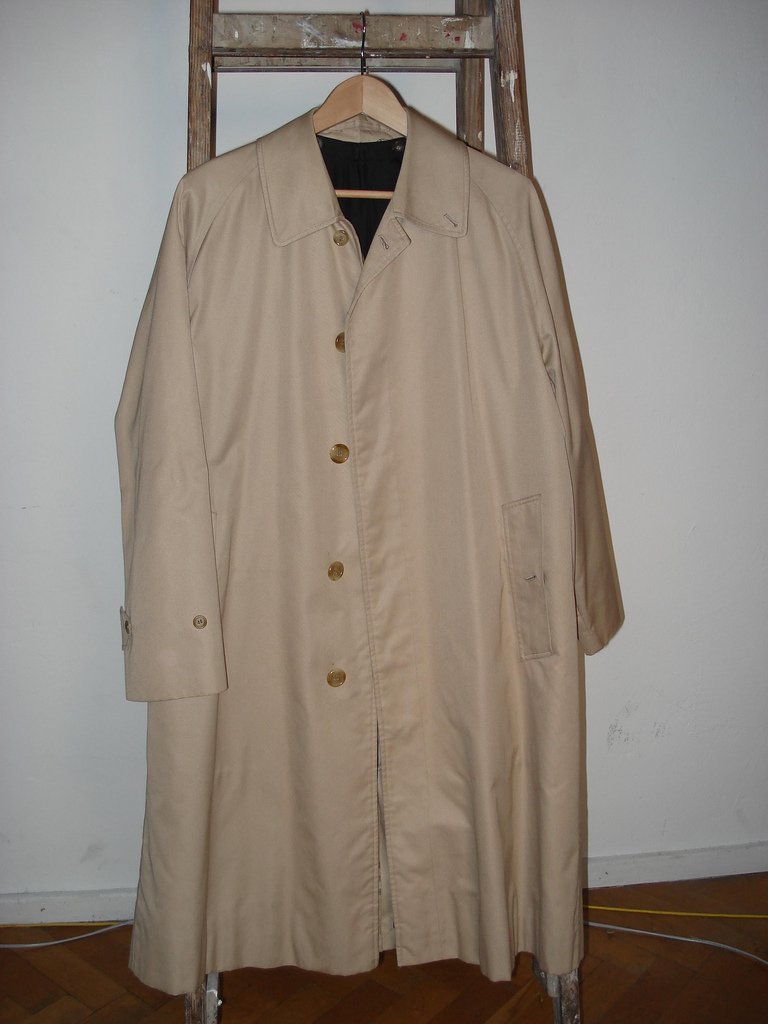
バーバリーのトレンチーコート

コート（英: coat）とは、屋外で着用する外衣の種類。またはオーバーコート（英: overcoat）の略語。
コートは沢山の種類があり、その形状によって様々な呼び分けがされる。

## コートの分類
ショートコート（英: short coat）
腰丈程度の長さのコート。
ハーフコート（英: half coat）
腿丈程度の長さのコート。
ロングコート（英: long coat）
膝丈程度の長さのコート。
ミディコート（英: midi coat）
膝下丈程度の長さのコート。主に婦人服で使用される。
マキシコート（英: maxi coat）
踝丈程度の長さのコート。主に婦人服で使用される。
膝丈より短かいコートはジャケットと呼ばれることがある。
相対的な長さによる呼び分けとして、ショート丈、ミドル丈、ロング丈がある。例を挙げると、ステンカラーコートは膝丈程度がごく一般的な丈で、それをミドル丈と呼ぶ。その丈より長いものをロング丈、短かいものをショート丈と呼ぶ、といった具合である。
スプリングコート（英: spring coat）
薄手のコート。和製英語で、英語のtopcoatとほぼ同義。
オーバーコート（英: overcoat）
厚手のコート。外套（がいとう）。
スリーシーズンコート（英: three season coat）
断熱材が脱着式になっているコート。
それぞれ狭義にはもっと細かな条件が存在するが、そこまで厳密に呼び分けされることは稀である。例えばオーバーコートは、寒い季節に着用していた昔のインナーウェアが膝丈程度あったため、それをしっかり覆えるよう膝下丈程度が一般的であった。そのため狭義には膝下丈という条件がある。
アウターコート（英: outer coat）
外衣として着用するコート。
アンダーコート（英: under coat）
中衣（ちゅうい）として着用するコート。
日本ではコートというとアウターコートを指し、アンダーコート相当の衣服はジャケットなどと呼ばれるため、一般にこの呼び分けは使われない。

## コートの種類
- ベストコート（英: vest coat） - ノースリーブのコート。
- アノラック（英: anorak） - フードのついたコート。パーカ（英: parka）。M-51やM-65が有名であり、特に前者はイギリスのモッズが好んで着用したことからモッズコートとも呼ばれる。
- レインコート（英: raincoat） - 耐水性あるいは防水性のある素材でつくられたコート。
- リバーシブルコート（英: reversible coat） - 表地裏地がなく、どちらの面でも着られるようにつくられたコート。
- ポケッタブルコート（英: pocketable coat） - 畳んだときに嵩張らないよう工夫されているコート。パッカブルコート（英: packable coat）。
- トレンチコート（英: Trench coat） - 冬期用オーバーコートの一種。トレンチは塹壕の意で、元は第一次世界大戦時の軍用コートである。
- Pコート（英: P coat） - 丈の短いダブルボタンのコート。大抵は紺色であり、元は海軍の兵士や漁師が着用していた。
- マント（葡: manto） - 袖ぐりのないコート。クローク（英: cloak）。
- ポンチョ（西: poncho） - プルオーバーのコート。